# Alfa Romeo 8C Competizione
Alfa Romeo 8C Competizione — дводверний спортивний автомобіль, що виробляється італійським виробником Alfa Romeo. Уперше показаний 2003 року як автомобіль-концепція на Франкфуртському автошоу. 2007 року розпочались продажі серійної версії.

## 2003 автомобіль-концепція

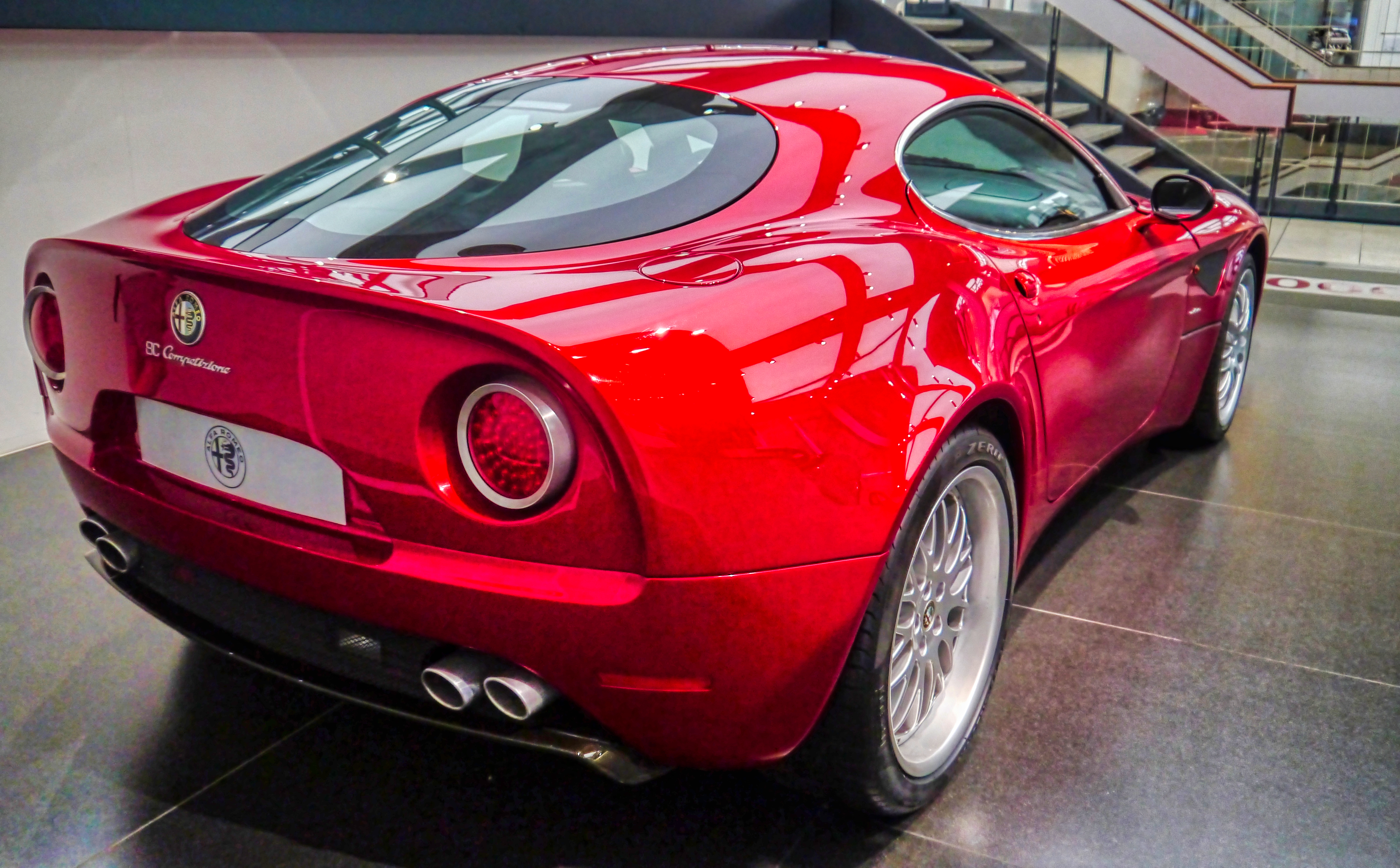
8C, вигляд ззаду

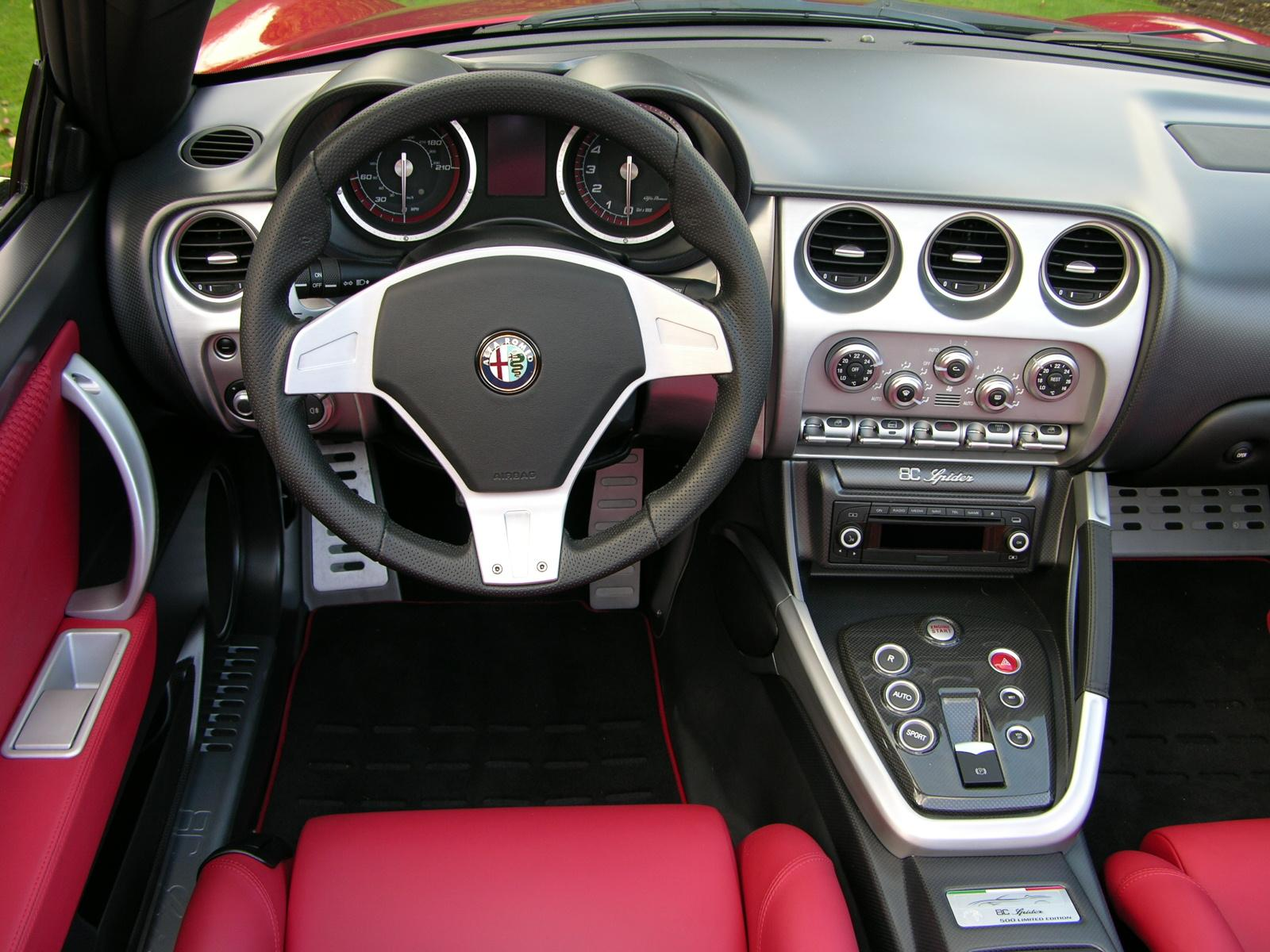
Салон Alfa Romeo 8C

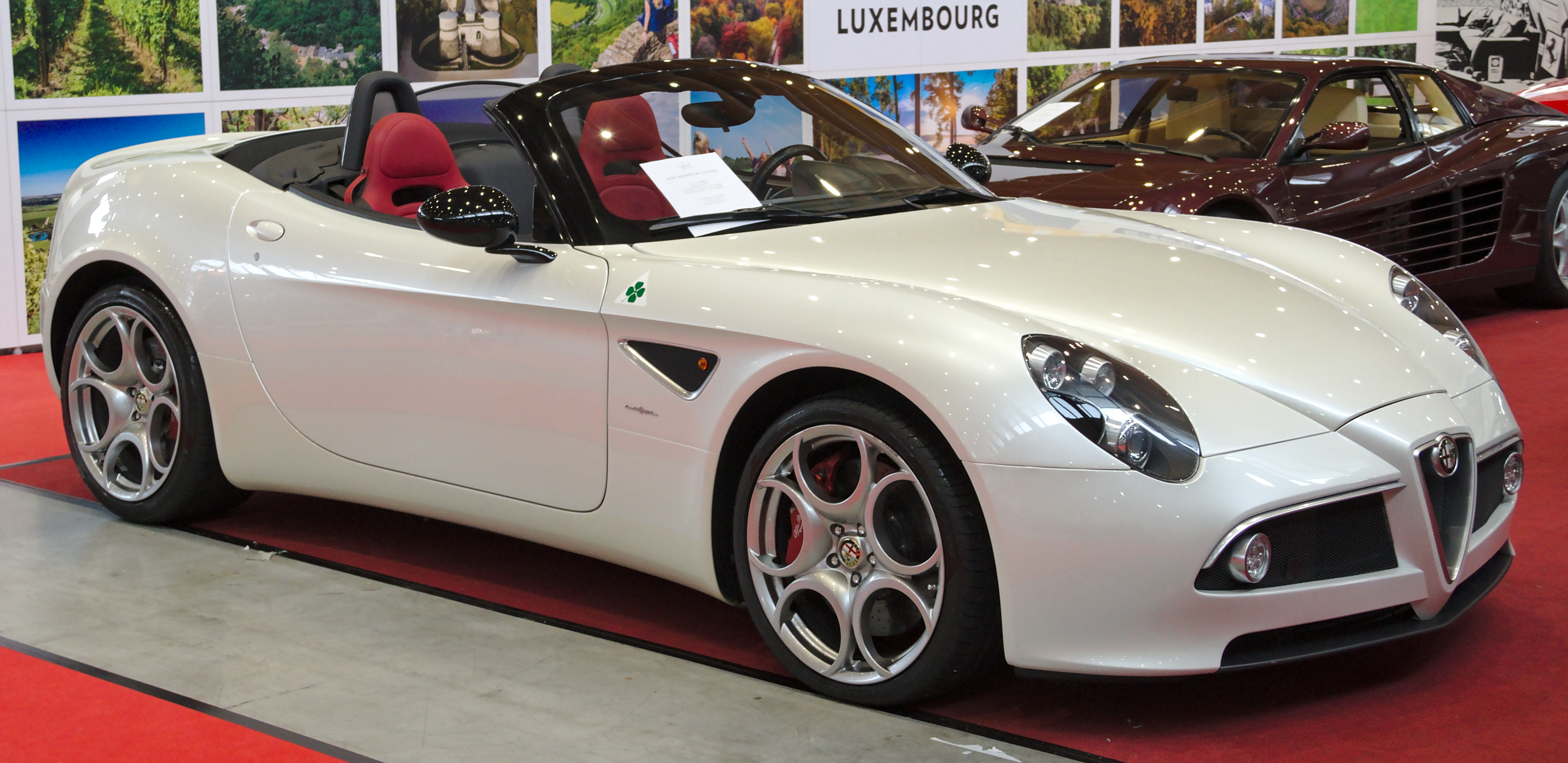
Alfa Romeo 8C Spider

8C Competizione була показано на Франкфуртському автошоу 2003 року. Лінії цього двомісного автомобіля нагадують стиль Alfa 1930-х та 1940-х, а назва «Competizione» — це вказівка на 1948 6C 2500 Competizione, що змагалась у 1949 та 1950 у Mille Miglia (обидва рази третя). У Mille Miglia 1950 року за кермом сиділи Хуан-Мануель Фанхіо та Аугусто Занарді. Також, вона виграла Targa Florio 1950 року. 3,0-літровий прототип був побудований, але ніколи не вироблявся. Ці 6C 2500 були практично останніми машинами, що були зв'язані з довоєнними автомобілями.
2005 року на Pebble Beach Concours d'Elegance, Alfa Romeo показала 8C Spider, кабріолет-версію купе, з іншими легкосплавними колесами. Виробництво Alfa Romeo 8C Spider було підтверджено Сергіо Марчіонне 25 вересня 2007 року. Планувалось, що Spider'а також зроблять у кількості 500 одиниць, а також він коштував на 20 000 євро більше, ніж купе. Однак всього виготовили 329 автомобілів Alfa Romeo 8C Spider.

## 2007 серійна версія
Впродовж Паризького автосалону 2006 року, Alfa Romeo анонсувала випуск обмеженої серії 8C Competizione в 500 одиниць. Серійна версія дуже схожа на концепт, найбільша зміна в екстер'єрі — це капот, що відкривається назад (петлі біля лобового скла). Можна вибирати з чотирьох різних кольорів: 8C Red, Competition Red, чорний та жовтий. Кузов зроблений з вуглецевого волокна.
Автомобіль використовує змінену платформу та трансмісію Maserati (Maserati Quattroporte, GranTurismo) а також Ferrari/Maserati 4,7-літровий V8, що збирається Ferrari. Характеристики двигуна — максимимальна потужність 450 к. с. при 7000  об/хв, пік обертального моменту — 480 Н·м на 4750 об/хв (причому, вже 80 % на 2500 об/хв), червона лінія знаходиться на 7500 об/хв, а рубіж обертання на 7600 об/хв.
Шестиступенева коробка передач має комп'ютеризовані перемикачі передач — підкермові пелюстки, і може бути використована у таких режимах: ручний-нормальний, ручний-спорт, автоматичний-нормальний, автоматичний-спорт та сніг. КПП може перемикатись за 0.2 секунди при використовуванні режиму спорт. Також 8C має самоблоківний диференціал.
На 8C стоїть спеціально розроблена 20-дюймова гума: 245/35 попереду та 285/35 позаду. Журналом Road & Track гальма були названі феноменальними, гальмівний шлях 97—0 км/год дорівнює 32 м. Офіційна максимальна швидкість — 292 км/год, але вона може бути вища, близько 306 км/год, відповідно до журналу Road & Track.

## Характеристики
| Найвища швидкість                                   | 292 км/год               |
| 0—100 км/год                                        | 4,2 сек                  |
| 402 метри (1/4 милі)                                | 12,4 с при 186 км/год    |
| Тип                                                 | V8                       |
| Об'єм                                               | 4,7 л (4691 см³)         |
| Потужність                                          | 450 к. с. при 7000 об/хв |
| Обертальний момент                                  | 480 Н·м при 4750 об/хв   |
| Поперечне прискорення (61 метр (200 футів) скідпад) | 1,02 G                   |

## Гоночна версія
Кількість одиниць у серії може показувати, що 8C — омологаційна модель.
У 2005—2006 вийшла відеогра 'Squadra Corse Alfa Romeo', за розробки Black Bean Software у співпраці з Alfa Romeo Spa. У грі були присутні дві гоночні версії авто. Відповідно до розміру і потужності автомобіля, як GT, можна було гонятись на таких треках, як Ле Ман, Дайтона, Себрінг.
У 2008-му, 8C візьме участь у гонках на витривалість 24 годинах Ле-Мана, 24 годинах Нюрбургрингу та 24 годинах Дайтони. Очікується, що гоночну версію шасі буде готувати Dallara.

## Ринки
8C випущена в обмеженій кількості і Alfa Romeo розподілила усі автомобілі між кількома важливими ринками:
| Країна          | Кількість авто |
| --------------- | -------------- |
| США             | 90             |
| Італія          | 80             |
| Німеччина       | 80             |
| Японія          | 70             |
| Франція         | 40             |
| Велика Британія | 40             |
| Швейцарія       | 35             |
| Нідерланди      | 10             |
| Інші            | 55             |
| Всього          | 500            |

У США 8C продаватиметься, як повернення Alfa Romeo до ринку Сполучених Штатів, продажі розпочнуться у 2008-му. Alfa Romeo пішла із ринку США у 1995-му. Уперше 8C з'явиться в Німеччині.

## Виноски
1. 1 2  Alfa Romeo 8C Competizione. driving.timesonline.co.uk (англ.) . Архів оригіналу за 2 липня 2013. Процитовано 17 грудня 2007. [Архівовано 2013-07-03 у Wayback Machine.]
2. 1 2 3 4 5 6 7  Fahrbericht Alfa 8C Competizione — AUTO BILD 42/2007 — 23.10.2007. autobild.de (нім.) . Архів оригіналу за 02.07.2013. Процитовано 17 грудня 2007.
3. 1 2  Alfa Romeo 8C Competizione Concept — Supercars.net. supercars.net (англ.) . Архів оригіналу за 2 липня 2013. Процитовано 17 грудня 2007.
4. ↑  Alfa 8C Competizione. evo.co.uk (англ.) . Архів оригіналу за 2 липня 2013. Процитовано 17 грудня 2007.
5. ↑  Alfa Romeo 6C 2500 Competizione. ultimatecarpage.com (англ.) . Архів оригіналу за 2 липня 2013. Процитовано 17 грудня 2007.
6. ↑  Alfa Romeo 8C Spider confirmed for 2009 launch. motorauthority.com (англ.) . Архів оригіналу за 2 липня 2013. Процитовано 17 грудня 2007. [Архівовано 2014-12-16 у Wayback Machine.]
7. ↑  Alfa 8C Passion show. evo.co.uk (англ.) . Архів оригіналу за 2 липня 2013. Процитовано 17 грудня 2007.
8. ↑  We Drive the Alfa 8C Competizione. windingroad.com (англ.) . Архів оригіналу за 9 грудня 2007. Процитовано 17 грудня 2007. [Архівовано 2007-12-09 у Wayback Machine.]
9. 1 2 3 4  Road & Track (PDF). roadandtrack.com (англ.) . Архів оригіналу (PDF) за 6 січня 2009. Процитовано 17 грудня 2007. [Архівовано 2009-01-06 у Wayback Machine.]
10. ↑  Road Test: 2008 Alfa Romeo 8C Competizione. roadandtrack.com/article (англ.) . Архів оригіналу за 29 листопада 2007. Процитовано 17 грудня 2007.
11. ↑  Alfa Romeo: novità sui progetti sportivi (італ.) . Autoblog.it. 17 грудня 2007. Архів оригіналу за 2 липня 2013. Процитовано 16 грудня 2007. [Архівовано 2016-03-05 у Wayback Machine.]
12. ↑  Racing news. italiaspeed.com (англ.) . Архів оригіналу за 2 липня 2013. Процитовано 17 грудня 2007.
13. ↑  Alfa Romeo 8C Competizione goes on sale. motorauthority.com (англ.) . Архів оригіналу за 2 липня 2013. Процитовано 17 грудня 2007. [Архівовано 2012-08-06 у Wayback Machine.]